# Tragschnee
Tragschnee ist eine spezielle Art des Schnees, bei dem nur die oberste Schicht vereist ist, wobei diese Glasur „trägt“ und nicht einbricht, wenn man sich darauf befindet. Im Riesengebirge wird er „Boarschnee“ genannt.
Alexander Theodor von Middendorff schildert den Tragschnee als kennzeichnend für den Schnee der Tundra, mitunter so hart, dass „keine Klaue mehr faßt noch Spur läßt“.